# Southern Pacific

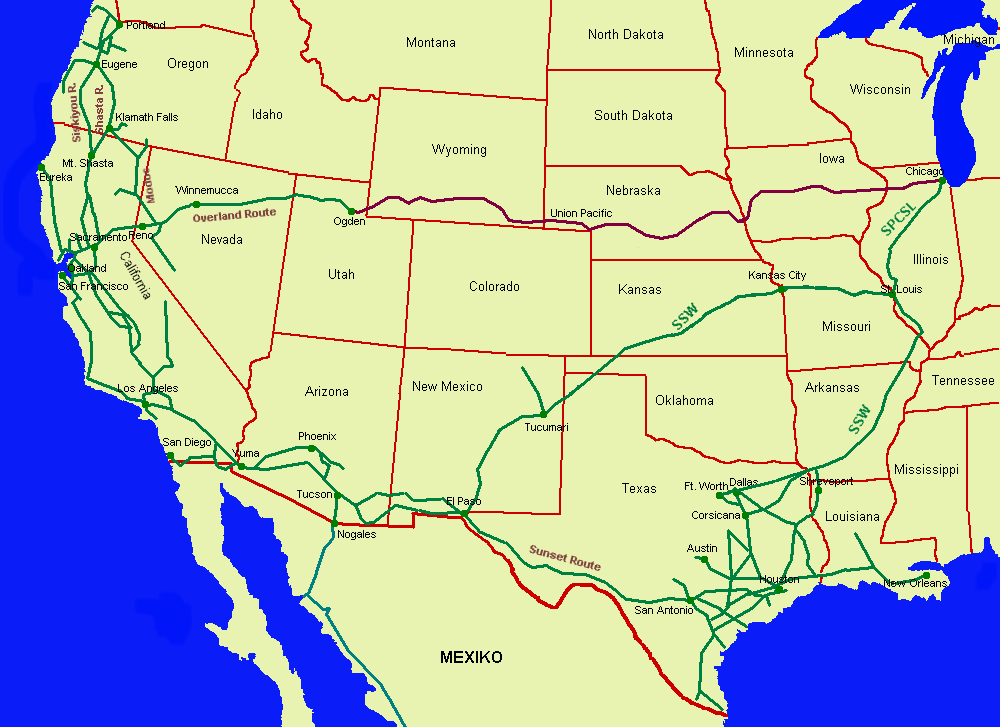
Red del Sothern Pacific.

El Ferrocarril Southern Pacific (siglas: SP) fue un ferrocarril de los Estados Unidos. Fue fundado como una compañía terrateniente en 1865, dentro del consorcio ferroviario Central Pacific. Con el tiempo, las millas totales que cubría el sistema ferroviario de la Southern Pacific cambiaron significativamente a través de los años. En 1929, el sistema contaba con 22.286 kilómetros de vías férreas (en contraste con los 14.470 kilómetros de vías férreas en 1994). 
En 1900, el Southern Pacific se había convertido en un gran sistema ferroviario que incorporaba a compañías más pequeñas, como la "Texas and New Orleans Railroad", "Morgan's Louisiana and Texas Railroad" o "Saint Louis and Southwestern", más conocida como "Cotton Belt". El 9 de agosto de 1988, la Comisión Interestatal de Comercio (ICC) aprobó la compra del Southern Pacific por Rio Grande Industries, la compañía que controlaba el "Ferrocarril del Oeste de Denver y Río Grande". El ferrocarril Rio Grande asumió oficialmente la gestión del Southern Pacific el 13 de octubre de 1988. Después de la compra, el ferrocarril conservó el nombre de Southern Pacífic debido al reconocimiento de la marca en la industria del ferrocarril. Tras varios años de problemas financieros, el Southern Pacific fue adquirido por la "Union Pacific Railroad" en 1996, tomando posesión del ferrocarril el 11 de septiembre del mismo año.

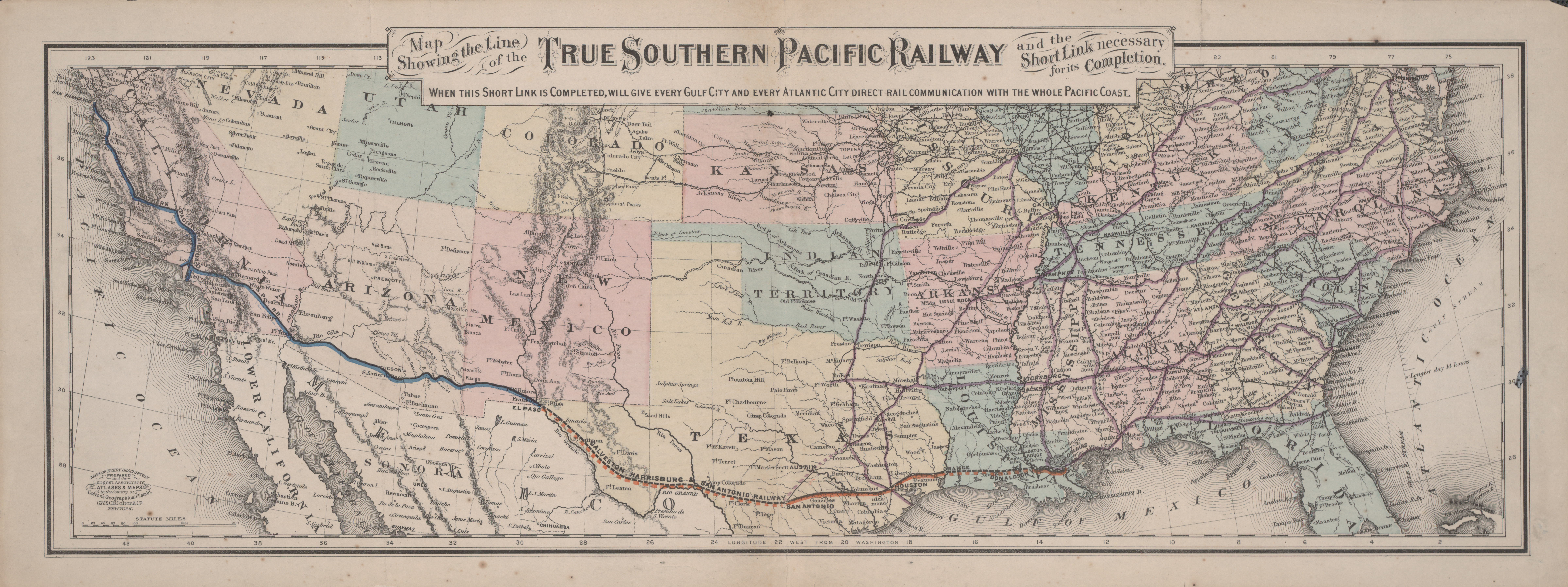
G. W. & C. B. Colton, Map Showing the Line of the True Southern Pacific Railway, circa 1881